# Zabawa, zabawa
Zabawa, zabawa – polski dramat obyczajowy z 2018 roku w reżyserii Kingi Dębskiej. Premiera filmu odbyła się we wrześniu 2018 roku na FPFF w Gdyni, a na ekrany kin obraz trafił 4 stycznia 2019 roku. Zdjęcia kręcono w Warszawie i Płocku.

## Fabuła
Film przedstawia życie Doroty, Magdy i Teresy. Mimo iż kobiety się nie znają, to mają ten sam problem. Są uzależnione od alkoholu. Każda z nich stara się zmierzyć z własnymi przeciwnościami losu, które utrudniają im walkę z nałogiem.
Dorota to 40-letnia pani prokurator, której pod wpływem alkoholu zdarza się popełniać drobne wykroczenia. Udaje jej się je ukrywać dzięki immunitetowi oraz pomocy wpływowego męża.
Magda jest studentką, która bardzo lubi imprezować. Mimo rozrywkowego trybu życia, udaje się jej zdobywać dobre oceny i wypełniać obowiązki osobowe. Z tego powodu nikt nie zwraca uwagi na nadużywany przez nią alkohol.
Teresa jest chirurgiem oraz ordynatorem szpitala dziecięcego. Mimo ważnego zawodu i stanowiska, nie rezygnuje z alkoholu, nawet w trakcie pracy.
Nagle w życiu bohaterek dochodzi do pewnego zdarzenia, po którym ich problemy alkoholowe pogłębią się. Czy przy pomocy rodziny i przyjaciół zdążą je w odpowiednim czasie pokonać?

## Inspiracja
Natchnieniem do stworzenia filmu, były problemy z życia ludzi. Kinga Dębska po raz pierwszy w temat kobiecego alkoholizmu zagłębiła się pracując nad dokumentem „Aktorka” o Elżbiecie Czyżewskiej, który realizowała wspólnie z Marią Konwicką. Przy pracy nad tym filmem spotkała się z terapeutami i ludźmi zmagającymi się z tym nałogiem. Przeczytała o tym kilka materiałów i najbardziej poruszyła ją książka „Rehab” Wiktora Osiatyńskiego. To właśnie ta lektura umocniła ją, iż jest to temat na film, ponieważ opowiedziane jej historie trzeba usłyszeć i zobaczyć. Do pracy nad scenariuszem zaprosiła Mikę Dunin, autorkę książki „Alkoholiczka”, która jest polską blogerką piszącą o piciu kobiet. Dunin rozmawiała również z paniami zmagającymi się z alkoholem i dokumentowała ich historie. To właśnie między innymi na podstawie tych zapisów powstał scenariusz do filmu. Inspiracją dla reżyserki była suma wszystkich opowieści różnych kobiet, które poznała, usłyszała, widziała. Dębska bardzo długo przygotowywała się do filmu. Ogromny wpływ miały na nią spotkania z niepijącymi już alkoholiczkami. Jednak starała się mieszać wątki, ponieważ zależało jej, aby żadna z kobiet nie rozpoznała siebie w losach bohaterek. Inspiracją było również autentyczne wydarzenie, czyli wjazd pijanej kobiety do przejścia podziemnego w Warszawie w grudniu 2013 roku.

## Obsada[12]
- Dorota Kolak – profesor Teresa Malicka
- Agata Kulesza – prokurator Dorota
- Maria Dębska – Magda
- Marcin Dorociński – Jerzy
- Barbara Kurzaj – Beata
- Mirosław Baka – Wiktor Starecki
- Dorota Landowska – Barbara
- Przemysław Bluszcz – Mieczysław
- Mateusz Janicki – Adrian
- Rafał Rutkowski – policjant Andrzej Kręczek
- Sławomir Zapała – policjant Łukasz Leoś
- Jowita Budnik – matka dziewczynki
- Tomasz Sapryk – psycholog Wojtek
- Justyna Wasilewska – Kaśka
- Marian Dziędziel – Henio
- Alicja Warchocka – dziewczynka z ostrego dyżuru
- Tomasz Stawiszyński – radiowiec (głos)
- Magdalena Smalara – pielęgniarka Monika
- Katarzyna Cynke – pielęgniarka Hanka
- Milena Lisiecka – pani Wanda
- Magdalena Biegańska – Martyna
- Krzysztof Dracz – Piotr
- Ewa Konstancja Bułhak – pani psycholog
- Elena Leszczyńska – terapeutka
- Aleksander Mikołajczak – ginekolog
- Katarzyna Kwiatkowska – Małgorzata
- Bartosz Porczyk – szef Magdy
- Marcin Czarnik – Dominik
- Bartłomiej Kotschedoff – Janek
- Mateusz Łasowski – "Bolec"
- Wiesław Cichy – Adam Leszczyński
- Agnieszka Wosińska – prowadząca galę lekarzy
- Adam Cywka – taksówkarz w Płocku
- Barbara Zielińska – barmanka Miecia
- Helena Chorzelska – Patrycja
- Bartosz Żukowski – wujek Magdy
- Joachim Lamża – polityk Władek
- Barbara Dziekan – prokurator krajowa
- Paweł Koślik – Emil
- Lesław Żurek – chirurg
- Dominika Kluźniak – Judyta
- Krzysztof Koła – uczestnik terapii
- Joanna Żurawska-Federowicz – uczestniczka terapii
- Katarzyna Bargiełowska – sekretarka Iwona
- Mariusz Bąkowski – Maciek
- Paulina Gałązka – Agata
- Agata Pruchniewska – dziennikarka
- Magdalena Warzecha – Ela
- Marcin Bortkiewicz – anestezjolog
- Joanna Borer – instrumentariuszka
- Ewa Kaczmarek – recepcjonistka
- Magdalena Koleśnik – żona prezesa
- Zuzanna Szamocka – koleżanka żony prezesa
- Sebastian Pawlak – ratownik Zenek
- Mariusz Pogonowski – student Teresy
- Maja Rybicka – studentka Teresy
- Diana Zamojska – siostra zakonna
- Monika Babula – niska kobieta
- Piotr Chlewicki – uczestnik mityngu
- Marek Pyś – uczestnik mityngu
- Piotr Wojtkowski – facet w przejściu
- Józef Stefański – facet w przejściu
- Elżbieta Jaroszak – instrumentariuszka
- Olga Miłaszewska – Ewa
- Michał Rancewicz – uczestnik kolacji
- Rafał Osiecki – uczestnik kolacji
- Janusz Gutowski – uczestnik kolacji
- Paweł Wróbel – barman
- Robert Jaworski – fotograf
- Zbigniew Domagalski – ksiądz
- Jan Resterny – Staś
- Liliana Czyżewska – Sonia
- Antonina Litwiniak – dziewczynka w szpitalu
- Eryk Pratsko – Maksio
- Kayah – gwiazda na gali lekarzy
- Krzysztof Kiljański – gwiazda na gali lekarzy
- Łukasz Sztaba – członek zespołu muzycznego
- Jakub Laszuk – członek zespołu muzycznego
- Daniel Kapustka – członek zespołu muzycznego
- Błażej Chochorowski – członek zespołu muzycznego
- Igor Fleiszer – DJ Piona
- Tomasz Rawski – DJ Piona
- Magdalena Żak – uczestniczka programu tv (głos)
- Marcin Bosak – prowadzący program tv (głos)

## Nagrody
Wygrane:
- 2019 – Ogólnopolski Festiwal Sztuki Filmowej "Prowincjonalia" – Główna Nagroda Publiczności "Jańcio Wodnik" za najlepszy film fabularny[14]
- 2019 – Międzynarodowy Festiwal Kina Niezależnego "Off Camera" – Wyróżnienie Specjalne dla aktora w Konkursie Polskich Filmów Fabularnych Dorota Kolak, Agata Kulesza, Maria Dębska[15]
- 2019 – Międzynarodowy Festiwal Kina Niezależnego "Off Camera" – Nagroda Publiczności[15]
- 2019 – Ogólnopolski Festiwal Filmów Satyrycznych "Pyszadło" –Główna Nagroda Publiczności Grand Prix[16]
- 2019 – Festiwal Aktorstwa Filmowego im. Tadeusza Szymkowa -"Złoty Szczeniak" za pierwszoplanową rolę kobiecą Dorota Kolak[17]
- 2019 – Festiwal Aktorstwa Filmowego im. Tadeusza Szymkowa -"Złoty Szczeniak" za drugoplanową rolę kobiecą Maria Dębska[17]

Nominacje:
- 2018 – Festiwal Polskich Filmów Fabularnych –Nominacja w kategorii: Najlepszy film[18]
- 2019 – Nagroda im. Zbyszka Cybulskiego -Nominacja: Maria Dębska[19]
- 2019 – Lubuskie Lato Filmowe –Nominacja w kategorii: Najlepszy film[20]
- 2019 – Międzynarodowy Festiwal Kina Niezależnego "Off Camera" -Konkurs Polskich Filmów Fabularnych – Udział w konkursie Kinga Dębska[21]
- 2020 – Polskie Nagrody Filmowe -Nominacja w kategorii: Najlepsza główna rola kobieca Agata Kulesza, Dorota Kolak[22]